# نرجسية (فصيلة نباتية)
الفصيلة النرجسية أو النرجسيات (الاسم العلمي: Amaryllidaceae) فصيلة نباتية من أحاديات الفلقة تضم نباتات عشبية وبصيلية ومعمرة. هناك خلاف في الرأي حول عدد الأجناس التي تضمها هذه الفصيلة، وهناك ستة أجناس على الأقل تنتمي إليها.

## من أجناسها
- الأمارلّس (الاسم العلمي: Amaryllis) وهو الجنس النموذجي لهذه الفصيلة حسب الاسم العلمي (اللاتيني)
- زهرة اللبن (الاسم العلمي: Galanthus)
- النرجس (الاسم العلمي: Narcissus) وهو الجنس النموذجي لهذه الفصيلة حسب الاسم العربي الحالي
- الحيلوان (الاسم العلمي: Sternbergia)
- العِشْقِيَّة (الاسم العلمي: Agapanthus)